# Sodžu

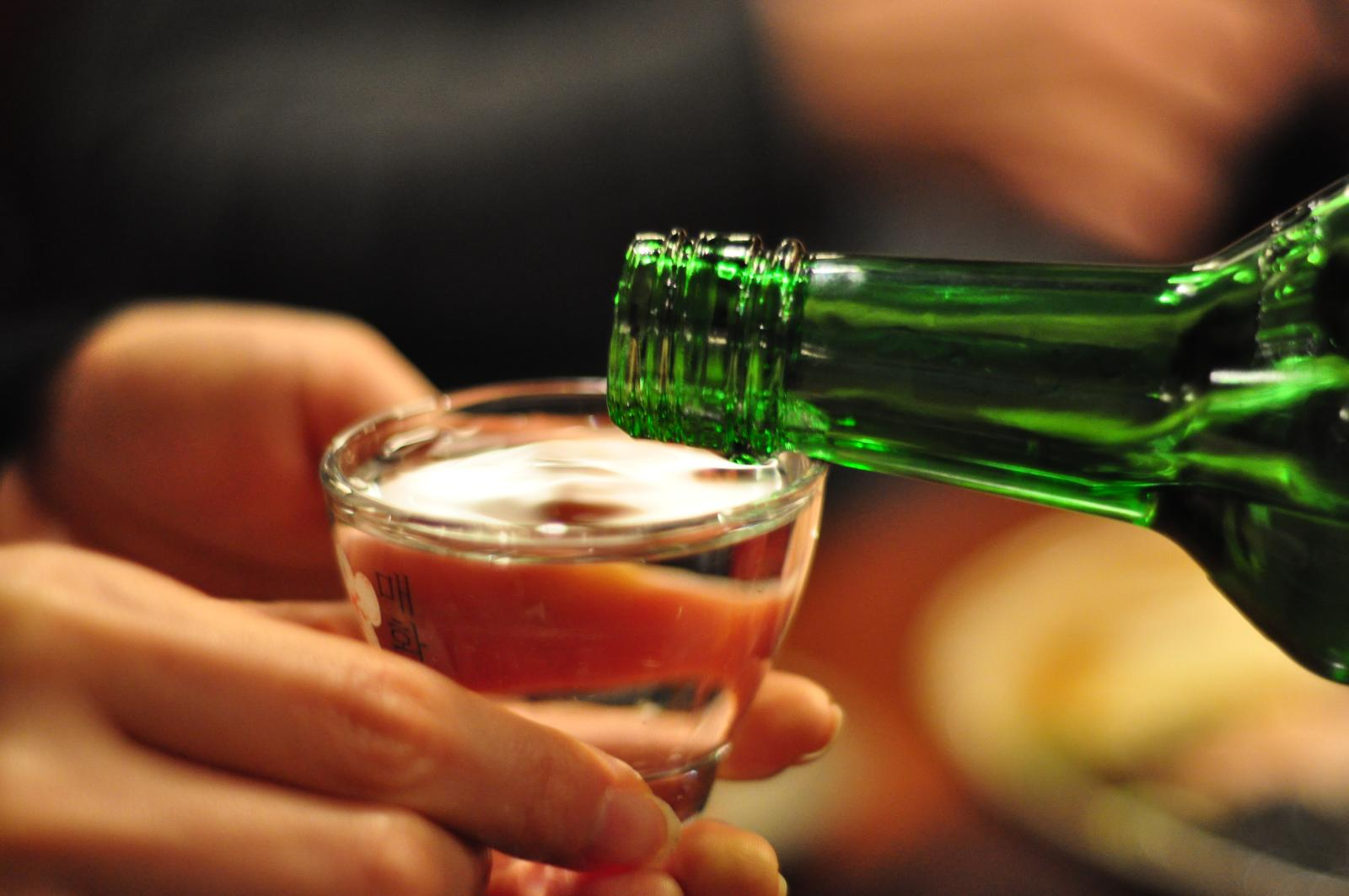
Sodžu ve skleničce

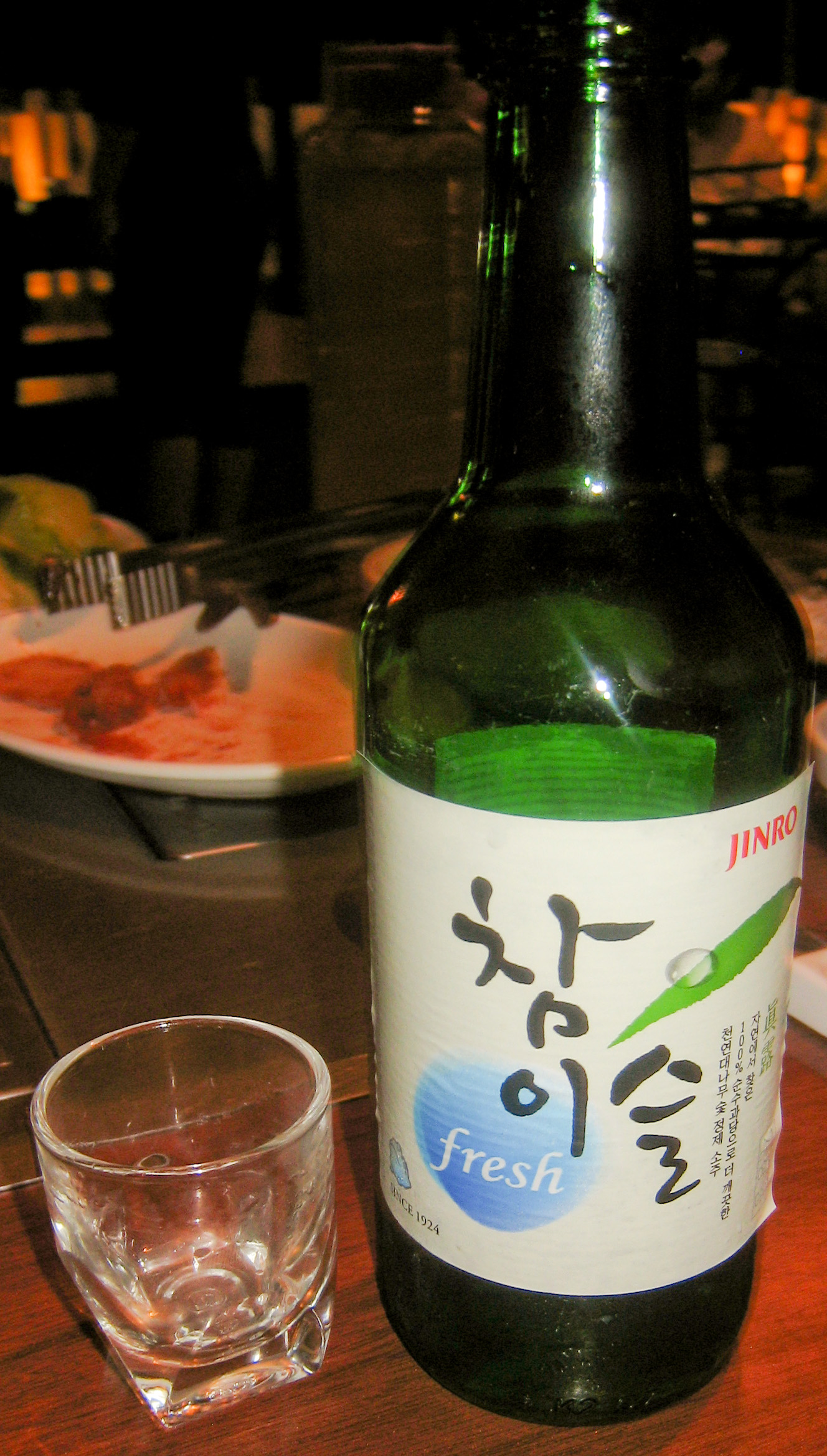
Láhev sodžu (Chamisul)

Sodžu (korejsky 소주|燒酒) je nejoblíbenější korejský alkoholický nápoj vyráběný tradičně z rýže či ječmene. Je to čirý, bezbarvý nápoj s obsahem  alkoholu obvykle kolem 20 %, existují však druhy, jako je tradiční sodžu  z oblasti města Andong, jež mají obsah alkoholu až 45 %. Chutí se sodžu podobá vodce, je však trochu sladší, protože se při výrobním procesu přidává cukr. Většina druhů sodžu se vyrábí v Jižní Koreji.
V roce 2014 byl tento destilát od jihokorejské společnosti HiteJinro nejprodávanější značkou alkoholu na světě.
Moderní výrobci rýži často nahrazují jinými plodinami, které obsahují škrob, jako jsou brambory, sladké brambory a tapioka.
Existují dva způsoby výroby sodžu. Tradičním způsobem je jednoduchá destilace v kotli, avšak všechny moderní značky používají metodu ředění průmyslového 95procentního alkoholu vodou. Výrobci nakupují průmyslový etanol ve velkém a ředí ho vodou až do 80 % objemového množství, načež přidávají menší dávky sladidel pro dochucení. Výsledek pak prodávají pod rozličnými značkami sodžu. 
Jelikož v Koreji existuje pouze jeden monopolní prodejce průmyslového alkoholu (대한주정판매), liší se od sebe jednotlivé značky v podstatě jen použitým sladidlem. Do konce 80. let jím byl obvykle sacharin, poté ho však nahradil steviosid, glykosid získaný ze stévie sladké.
Destilované sodžu má obvykle vyšší obsah alkoholu (30–35 %) než sodžu ředěné (21–30 %), a tedy také intenzivnější vůni. Běžně se prodávají i varianty ochucené, např. s příchutí grapefruitu nebo borůvky.

## Historie
Sodžu má svůj původ v levantském destilátu arak. Znalost jeho výroby s sebou do Koreje přivezli mongolští nájezdníci, kteří ve 14. století napadli Koreu a kteří se naučili vyrábět arak od Peršanů. První sodžu spatřilo světlo světa v jihokorejském Andongu, kde se usadilo mongolské vojsko. Tak se zrodilo dnes tradiční andongské sodžu.

### Jižní Korea
V letech 1965–1999 zakázala vláda vzhledem k nedostatečné úrodě rýže tradiční destilaci sodžu z rýže. Nápoj se tak připravoval z koncentrovaného etanolu vyráběného z brambor, batátů a tapioky, do něhož se přidávala sladidla, ochucovadla a voda. Přestože prohibice byla poté zrušena, levné druhy sodžu se nadále vyrábějí tímto způsobem. 